# Valsequillo de Gran Canaria

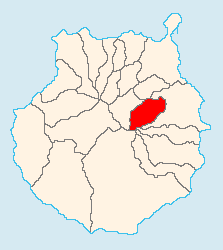
Localização de Valsequillo de Gran Canaria

Valsequillo de Gran Canaria é um município da Espanha na província de Las Palmas, comunidade autónoma das Canárias. Tem 39,15 km² de área e em 2021 tinha 9 382 habitantes (densidade: 239,6 hab./km²).

## Demografia
| Variação demográfica do município entre 1991 e 2004 | Variação demográfica do município entre 1991 e 2004 | Variação demográfica do município entre 1991 e 2004 | Variação demográfica do município entre 1991 e 2004 |
| --------------------------------------------------- | --------------------------------------------------- | --------------------------------------------------- | --------------------------------------------------- |
| 1991                                                | 1996                                                | 2001                                                | 2004                                                |
| 6374                                                | 7796                                                | 7964                                                | 8498                                                |

| Noroeste: Moya           | Norte: Santa Brígida           | Nordeste: Telde  |
| Oeste: Vega de San Mateo | Valsequillo de Gran Canaria    | Leste: Telde     |
|                          | Sul: San Bartolomé de Tirajana | Sudeste: Ingenio |